# 2-Methylundecanal
2-Methylundecanal ist eine chemische Verbindung, die als erster vollsynthetischer Duftstoff 1921 in Chanel Nº 5 als Kopfnote bekannt wurde.  Die Verbindung riecht krautartig, nach Orange und Ambra. In hoher Verdünnung riecht es nach Honig und Nüssen. Die Verbindung ist eine farblose bis leicht gelbliche Flüssigkeit, die leicht in organischen Lösungsmitteln wie Ethern und Ethanol löslich ist. Es wird als Duftstoff in Seifen, Reinigungsmitteln und Parfüms verwendet.

## Vorkommen

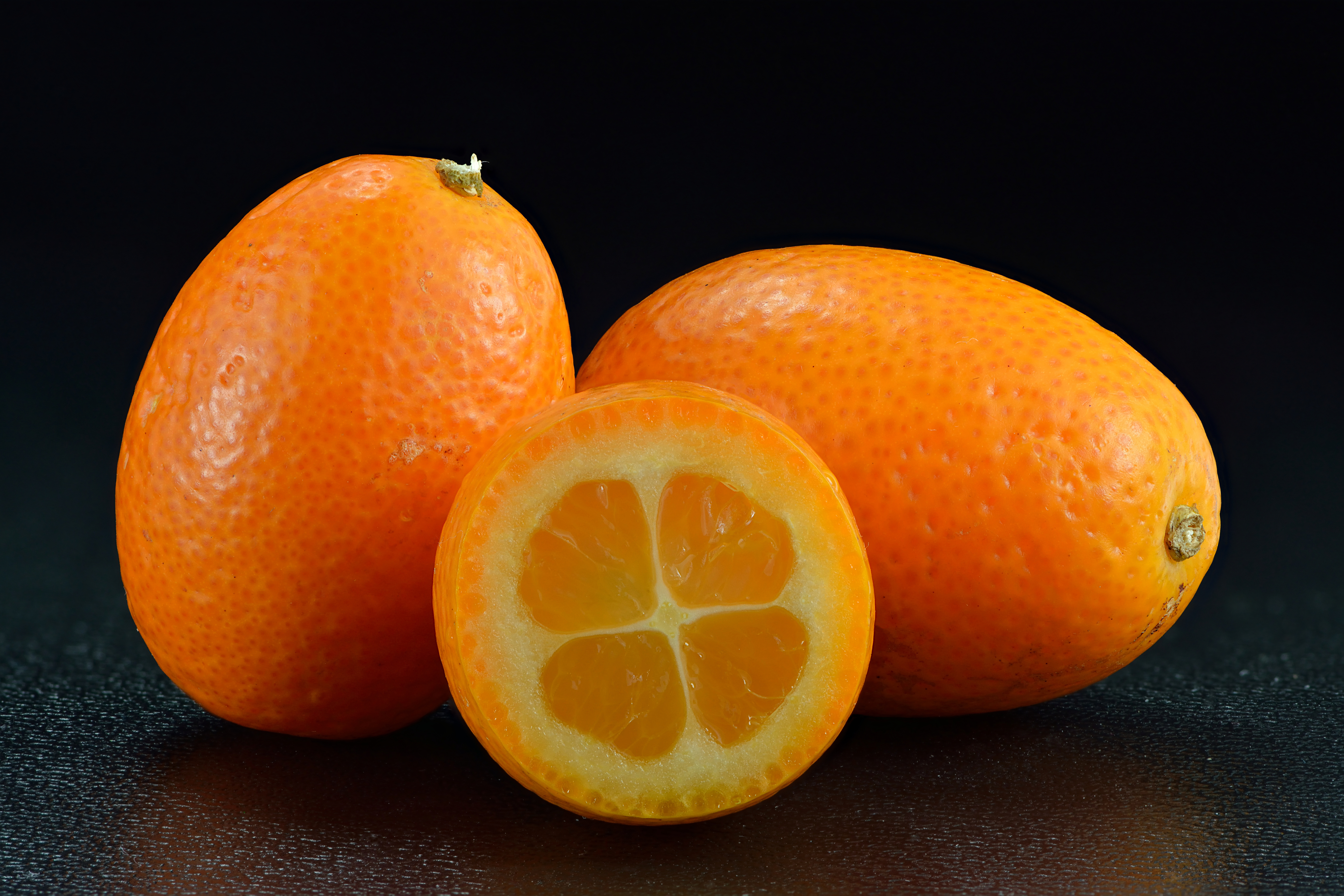
Kumquats enthalten natürlicherweise 2-Methylundecanal

2-Methylundecanal kommt natürlich in der Schale der Kumquat-Frucht vor.

## Chemische Eigenschaften und Gewinnung
2-Methylundecanal gehört zur Gruppe der aliphatischen Aldehyde.
Die Verbindung wurde zuerst von Georges Darzens im Jahre 1904 aus 2-Undecanon (Methylnonylketon) und Chloressigsäure mittels der Darzens-Reaktion synthetisiert.  Die Syntheseroute ist auch noch heute gebräuchlich.
Industriell werden zwei Synthesewege beschritten. Die eine Synthese erfolgt dabei über die Reaktion von 2-Undecanon und einem Alkylester der Chloressigsäure unter Verseifung und Decarboxylierung.
{\displaystyle \mathrm {CH_{3}(CH_{2})8C(O)CH_{3}+ClCH_{2}CO_{2}R\longrightarrow } }{\displaystyle \mathrm {CH_{3}(CH_{2})_{8}CH(CH_{3})OCH(CO_{2}R)+HCl} }
{\displaystyle \mathrm {CH_{3}(CH_{2})_{8}CCH_{3}OCCO_{2}R+H_{2}O\longrightarrow } }{\displaystyle \mathrm {CH_{3}(CH_{2})_{8}CH(CH_{3})CHO+CO_{2}+ROH} }
Die zweite Methode beginnt mit der Umwandlung von Undecanal mit Formaldehyd in Gegenwart einer Base gefolgt von einer Hydrierung. Das Ausgangsmaterial Undecanal ist aus 1-Decen über Hydroformylierung zugänglich.
{\displaystyle \mathrm {CH_{3}(CH_{2})_{7}CH_{2}=CH_{2}+H_{2}+CO\longrightarrow } }{\displaystyle \mathrm {CH_{3}(CH_{2})_{10}CHO} }
{\displaystyle \mathrm {CH_{3}(CH_{2})_{10}CHO+HCHO\longrightarrow } }{\displaystyle \mathrm {CH_{3}(CH_{2})_{8}C(CH_{2})CHO+H_{2}O} }
{\displaystyle \mathrm {CH_{3}(CH_{2})_{8}C(CH_{2})CHO+H_{2}\longrightarrow } }{\displaystyle \mathrm {CH_{3}(CH_{2})_{8}CH(CH_{3})CHO} }

## Stereoisomerie
2-Methylundecanal enthält ein Stereozentrum, es gibt also zwei Enantiomere, (R)-2-Methylundecanal (oben) und (S)-2-Methylundecanal (unten):
Die Enantiomere sind mittels Enders-Reagenz (SAMP/RAMP-Methode) gezielt herstellbar.